# Počátek románu
Počátek románu je druhá opera Leoše Janáčka z roku 1891. Jako námět si vybral stejnojmennou povídku Gabriely Preissové, ke které spisovatelku inspiroval obraz Jaroslava Věšína. Libreto napsal Jaroslav Tichý (občanským jménem František Jaroslav Rypáček).

## Historie díla
V roce 1891 uvedl Leoš Janáček v Národním divadle v Praze baletní program Rákoš Rákoczy : Obrázek z Moravského Slovenska s tanci a zpěvy od Augustina Bergera, Jana Herbena a Leoše Janáčka, který byl uveden v rámci Jubilejní zemské výstavy. Premiéra proběhla 24. července 1891. Balet byl ovlivněn Janáčkovou prací na dokumentaci moravského folklóru.
Ve stejném roce se rozhodl napsat svou druhou operu. Pracoval na ní od 15. května do 2. července 1891. Za námět si zvolil povídku Gabriely Preissové. Spisovatelka ale odmítla práci na libretu a proto téma do podoby libreta zpracoval brněnský středoškolský profesor a spisovatel Jaroslav Tichý. Hotovou operu nabídl Janáček opět Národnímu divadlu v Praze. Dílo bylo ale odmítnuto s tím, že se příliš podobá předešlé práci Rákoš Rákoczy.
Premiéra proběhla v Brně dne 10. února 1894 pod taktovkou autora. Byla úspěšná, ale k dalším provedením nedošlo a sám Janáček byl ke své druhé opeře později velmi kritický. Ve dvacátých letech 20. století prohlásil: Počátek románu byla prázdná komedie; bylo nevkusno mi vnucovat do něho národní písničky.

## Osoby
- Jurásek
- Jurásková
- Poluška, jejich dcera
- Tomek
- Mudroch
- Halužanský, hrabě
- Adolf, baron
- Irma, komtesa

## Děj opery
Venkovská dívka Poluška (Apolena), dcera pastýře Juráska, má sice svého milého Tomka, ale nechá se zlákat na schůzku s mladým baronem Adolfem. Ten jí lichotí a věnuje jí svou podobiznu. Tajnou schůzku v lese ale odhalí Poluščin kmotr, hajný Mudroch. Poluška se vrací ze schůzky a potká svého milého Tomka, který jí najednou připadá příliš obyčejný. Tomek nerozumí jejímu chování a milenci se pustí do vzájemných výčitek.
Baron Adolf se mezitím setkává s komtesou Irmou, do které se zamiluje a na Polušku již nemyslí.
Hajný Mudroch žaluje Poluščiným rodičům. Poluška se vrací domů a je nucena se přiznat. Ukazuje rodičům Adolfovu podobiznu. Pastýř Jurásek se vypraví za starým hrabětem Halužanským, aby se ho zeptal na možnost svatby Polušky s Adolfem, hrabě ale toto zcela odmítne. Poluška se tedy ráda vrátí ke svému Tomkovi.

## Nahrávky
- 1976 - Leoš Janáček: Počátek románu. Osoby a obsazení: Jurásek (Jan Hladík), Jurásková (Anna Barová), Poluška, jejich dcera (Jaroslava Jánská), Tomek (Vladimír Krejčík), Mudroch (František Caban), Halužanský, hrabě (Richard Novák), Adolf, baron (Vilém Přibyl), Irma, komtesa (Jindra Pokorná). Orchestr a sbor opery Státního divadla v Brně řídí František Jílek. nahrávka Československého rozhlasu. Nahrávku vydala v roce 1995 na CD firma Multisonic.[5]